# Татино
Татино — деревня в Новгородском районе Новгородской области России. Входит в состав Тёсово-Нетыльского сельского поселения.

## География
Деревня находится в северо-западной части Новгородской области, в подзоне южной тайги, при железнодорожной линии Новолисино — Новгород, на расстоянии примерно 16 километров (по прямой) к северо-западу от города Великий Новгород, административного центра области и района. Абсолютная высота — 49 метров над уровнем моря.
К деревне не подходят дороги, пригодные для движения традиционного автотранспорта, не хватает 4 километров дороги до деревни Долгово. Доставка грузов возможна с помощью гусеничного транспортëра. Без применения спецтехники транспортная связь с крупными населëнными пунктами возможна только посредством железнодорожного транспорта (остановочный пункт «Татино»).

### Климат
Климат района характеризуется как умеренно континентальный, влажный, с нежарким коротким летом и умеренно холодной зимой. Среднегодовая температура воздуха — 3,7 °C. Средняя многолетняя температура самого холодного месяца (января) составляет −8,7 — −7,9 °С; самого тёплого месяца (июля) — 16,9 — 17,8 °C. Безморозный период длится около 125—130 дней. Продолжительность периода активной вегетации растений (со среднесуточной температурой воздуха выше 10 °C) составляет 115—130 дней. Среднегодовое количество атмосферных осадков — 550—600 мм, из которых большая часть выпадает в тёплый период. Снежный покров длится в течение 115—120 дней.

### Часовой пояс
Деревня Татино, как и вся Новгородская область, находится в часовой зоне МСК (московское время). Смещение применяемого времени относительно UTC составляет +3:00.

## Население
| 2010 |
| ---- |
| 17   |

### Национальный состав
Согласно результатам переписи 2002 года, в национальной структуре населения русские составляли 96 % из 25 чел.